# Градешта
Градешта — левый приток реки Когильник, расположенный на территории Чимишлийского района (Молдавия).
Уклон реки — 3,0 м/км.

## География
Длина — 12 км. Площадь бассейна — 66,4 км². Русло в верхнем течении пересыхает, в среднем течении выпрямлено в канал (канализировано), шириной 5 м и глубиной 0,4 м. Пойма заболоченная с прибрежно-водной растительностью. На реке создано водохранилище (севернее села Юрьевка). По данным спутникового снимка на 2018 год заполнено водой. По состоянию местности на 1985 год, плотина (земляная) водохранилища длиной 280 м, шириной по верху 6 м; отметка верхнего уровня воды водохранилища 118,7, нижнего — 116,5.
Берёт начало от двух ручьёв, при слиянии, которых образован пруд, в балке Валя-Градиштей севернее села Липовены (Липовень). Река течёт на юг. Впадает в реку Когильник (на 168-м км от её устья) в селе Градиште.
Притоки: (от истока к устью) нет крупных.
Населённые пункты (от истока к устью):
1. Мунтены
2. Юрьевка
3. Градиште